# Drosophila carnosa
Drosophila carnosa este o specie de muște din genul Drosophila, familia Drosophilidae, descrisă de Hardy în anul 1965. Conform Catalogue of Life specia Drosophila carnosa nu are subspecii cunoscute.